# Smicridea compostela
Smicridea compostela là một loài Trichoptera trong họ Hydropsychidae. Chúng phân bố ở miền Tân bắc.